# Нечерезий
Нечерезий (Начерезий, Нечерзий) — аул в Теучежском муниципальном районе Республики Адыгея России.
Входит в состав Понежукайского сельского поселения.

## География
Аул расположен в нижнем течении реки Апчас (на берегу мелководного залива Краснодарского водохранилища реки Кубани), в 5 км. севернее центра сельского поселения, аула Понежукай.

## История
На современное место аул переселён после заполнения Краснодарского водохранилища в 1975 году.
В 2023 году аул Начерезий переименован в аул Нечерезий.

## Население
| 2002 | 2010 | 2013 | 2014 | 2015 | 2016 | 2017 |
| ---- | ---- | ---- | ---- | ---- | ---- | ---- |
| 319  | ↗351 | ↘339 | ↗341 | ↘335 | ↘329 | ↘308 |
| 2018 | 2019 | 2020 | 2021 | 2023 | 2024 |      |
| ↘307 | ↗313 | ↗314 | ↗334 | ↗344 | →344 |      |

По данным Всероссийской переписи 2021 года:
| Народ               | Численность, чел. | Доля от всего населения, % |
| ------------------- | ----------------- | -------------------------- |
| адыги (черкесы)     | 328               | 98,20 %                    |
| другие / не указано | 6                 | 1,80 %                     |
| всего               | 334               | 100,0 %                    |

## Улицы
- Андрухаева,
- Гагарина,
- Хакурате.